# Varuträsk
Varutrask est un village dépendant de la paroisse et de la municipalité de Skellefteå dans le comté de Västerbotten en Suède. C’est un des sites miniers faisant partie du champ de Skellefteå situé à 180 km à l'intérieur des terres. C'est  située sur la côte, à l'est de Varuträsket .
Il est également bien connu des minéralogistes du fait de la présence de Pegmatite, une roche magmatique à grands cristaux de taille supérieure à 20 mm et pouvant atteindre plusieurs mètres, proche du granite, contenant un certain nombre de minéraux très rares. À Varutrask, parmi une cinquantaine de minéraux, on trouve en particulier du lithium et du Césium, qui ont justifié une exploitation industrielle de 1933 à 1946 par une vingtaine de mineurs. Mais la mine a été fermée en 1946 et a été noyée par l'arrêt du pompage. Ultérieurement, l'eau a été pompée et la mine dénoyée pour être accessible au public avec actuellement des visites guidées, une chasse aux minéraux dans la mine et dans les déchets de l'exploitation antérieure, ainsi qu'une mini galerie de mine aménagée pour les enfants.
Au nord de Varuträsk, on trouve le village Heden.